# مسجد عباس حلمی دوم
مسجد عباس حلمی دوم (مسجد محمد علی، مسجد العباسی) در دوران پادشاه «عباس حلمی دوم» از سلسله خدیوی در سال ۱۹۱۱ میلادی ساخته شده است.
این مسجد یکی از مساجد تاریخی مصر است که در شهر «شبین الکوم» استان «منوفیه» قرار دارد.
کمیته دائمی آثار اسلامی و قبطی مصر در تاریخ ۱۱ دی ماه ۱۳۹۶ اقدام به ثبت ملی این مسجد کرد.